# Roncina
La Roncina (La Runsèina o La Ronsèina in dialetto reggiano,  Runcinæ o Ranuncine in latino), o Villa Roncina, è un quartiere di 3 094 abitanti della periferia ovest di Reggio Emilia situato a circa 2 km dal centro storico della città, lungo il tratto urbano della strada provinciale 28 che collega il capoluogo di provincia alla Val d'Enza. Ospita il Villaggio Foscato, rione popolare sorto alla fine del Ventennio fascista e primo grande insediamento sviluppatosi in loco, e due piccole aree produttive e artigianali. 
Il territorio di Roncina è, ancora oggi, per due terzi a carattere rurale.

## Geografia
La località è situata in un ambito di media pianura al confine occidentale del tessuto urbano della città consolidata. È lambita a ovest della zona residenziale dal torrente Modolena, a nord dalla ferrovia Reggio-Ciano, a est dal rione Bell'Albero e dal cavo Guazzatore o la Fossa, oggi tombato, e a sud dai poderi dell'azienda agricola Tondelli. Il territorio è attraversato trasversalmente dal canale demaniale d'Enza, di origine tardo-medievale e, in generale, da numerosi fossi e opere di bonifica. 
Confina a nord con Pieve Modolena, a est con i quartieri Orologio e Bell'Albero, a sud con la frazione di Coviolo e a ovest con quella di Codemondo.
L'altitudine varia da 54 a 65 m s.l.m.

## Origine del nome
La radice del nome, comune a tanti altri toponimi italiani settentrionali e centrali, suggerisce una probabile derivazione dal sostantivo “ronco”. Derivato dal verbo “roncare”, sinonimo di estirpare, sarchiare, il termine assume sostanzialmente il significato di “luogo disboscato”, e quindi coltivato, o anche di "pascolo".

## Storia
Come confermato da reperti archeologici ritrovati nel 1981 nei pressi dell'attuale chiesa parrocchiale, i primi insediamenti umani risalgono all'età del bronzo medio, costituiti da un abitato terramaricolo. 
La località di Roncina è citata per la prima volta in un documento del 1276, assieme a un ospedale e ai "Fratres pontis Domine Ranuncine". Ancora nel 1286 era citato un oratorio dedicato ai santi Simone e Giuda poi riedificato nel 1593 grazie al contributo di tale Nicola Roscelli e reintitolato alla Natività di Maria Vergine. Questo oratorio è ancora oggi esistente anche se inglobato in un'abitazione posta all'interno del nucleo storico di Roncina, situato sul lato meridionale della strada principale, un asse radiale di probabile origine romana che collegava la città di Regium Lepidi a Luceria e alla Val d'Enza. Fu nel 1462 che Borso d'Este realizzò il canale ducale d'Enza, una fondamentale opera idraulica ancora oggi in parte esistente che, realizzata innestandosi su tracciati idrici precedentemente esistenti, portava le acque del torrente Enza al Principato di Correggio, attraversando da ovest e est l'intero contado reggiano. Su di esso era posizionato l'antico molino Montruccoli, ancora attivo nel Novecento ma attualmente adibito a usi civili residenziali. Nel 1909 la località fu interessata dall'attraversamento della linea ferroviaria Reggio Emilia-Ciano d'Enza.
Il territorio di Roncina, ad eccezione di alcuni piccoli borghi posti lungo la strada principale che portava a Cavriago (Roncina e il Buco della Roncina), fu un territorio prettamente agricolo costituito principalmente da case coloniche fino alla fine degli anni Trenta, periodo in cui per volontà dell'amministrazione pubblica sorse l'attuale Villaggio Enrico Foscato, inizialmente intitolato ad Alessandro Mussolini, il padre del duce. Si tratta di un quartiere ultrapopolare, facente capo all'allora Iacp, non soltanto concepito per dare un tetto più dignitoso al proletariato reggiano, bensì per tenere lontano dal centro cittadino le masse operaie, che potevano essere fonte di destabilizzazione politica.
Roncina e il Villaggio Foscato furono un importante avamposto della Resistenza reggiana. A Roncina e nell'allora villaggio Mussolini operavano due nuclei significativi di partigiani che collaboravano ad azioni di guerriglia e logistica in pianura e in montagna insieme al vicino distaccamento del Lungo Crostolo, che copriva l'attuale zona di Regina Pacis. Un ritrovamento di armi in loco scatenò l'ira delle milizie fasciste che minacciarono rappresaglie verso gli uomini del villaggio dopo averli raggruppati nell'edificio scolastico: per impedire conseguenze peggiori il partigiano Ferruccio Ferrari, nome di battaglia Flavio, si prese tutte le responsabilità del fatto e a causa di questo fu dapprima torturato al carcere dei Servi e poi fucilato la mattina del 23 febbraio 1945 sulla strada statale 63 a Cadelbosco di Sotto insieme ad altri 9 partigiani. Della zona erano originari anche i caduti partigiani: Enrico Foscato Nero, da cui la ridenominazione del villaggio, caduto in combattimento a Pieve Modolena il 23 aprile 1945; Lino Grossi Pietro, caduto nell'eccidio di Legoreccio, a villa Crovara (Vetto); Pierino Rivieri Pippo, caduto in combattimento a Montefiorino il 17 gennaio 1945; Erio Tondelli Pippo caduto il 23 novembre 1944 a Ramiseto e Idio Vinceti Franco caduto anch'egli in combattimento il 2 luglio 1944 a Ramiseto.
Come in molti altri luoghi della città è e della provincia nel dopoguerra anche a Roncina e al Foscato crebbe la forte contrapposizione politica fra la componente laica di matrice comunista e socialista e quella cattolica, in larga parte democristiana. Qui più che altrove lo scontro era molto forte, soprattutto per i connotati politici di sinistra incarnati da un villaggio operaio come il Foscato. Fu allora che la diocesi di Reggio Emilia decise di inviare in loco per la pastorale giovanile don Dino Fontanesi, successivamente parroco della vicina chiesa di Regina Pacis e di istituire in loco la nuova parrocchia della Sacra Famiglia di Roncina. Istituita nel 1951, per la nuova parrocchia fu nominato parroco l'allora giovane curato don Ennio Munari, proveniente da Coviolo. La parrocchia di Roncina, nacque per stralcio da Coviolo e, in minima parte, da Pieve Modolena e don Ennio fu il primo e ultimo parroco residente, guidando la parrocchia per ben 69 anni e realizzando diverse opere parrocchiali quali la scuola materna, i campi sportivi, la chiesa parrocchiale e il nuovo oratorio per i giovani. Il polo di aggregazione laico era collocato all'interno del Villaggio Foscato: inizialmente legato alla locale sezione comunista, successivamente acquisì maggiore autonomia orientandosi su attività socio-ricreative dando vita, negli anni 1970, al centro sociale Foscato, in cui confluirono anche la locale polisportiva e il gruppo ciclistico.

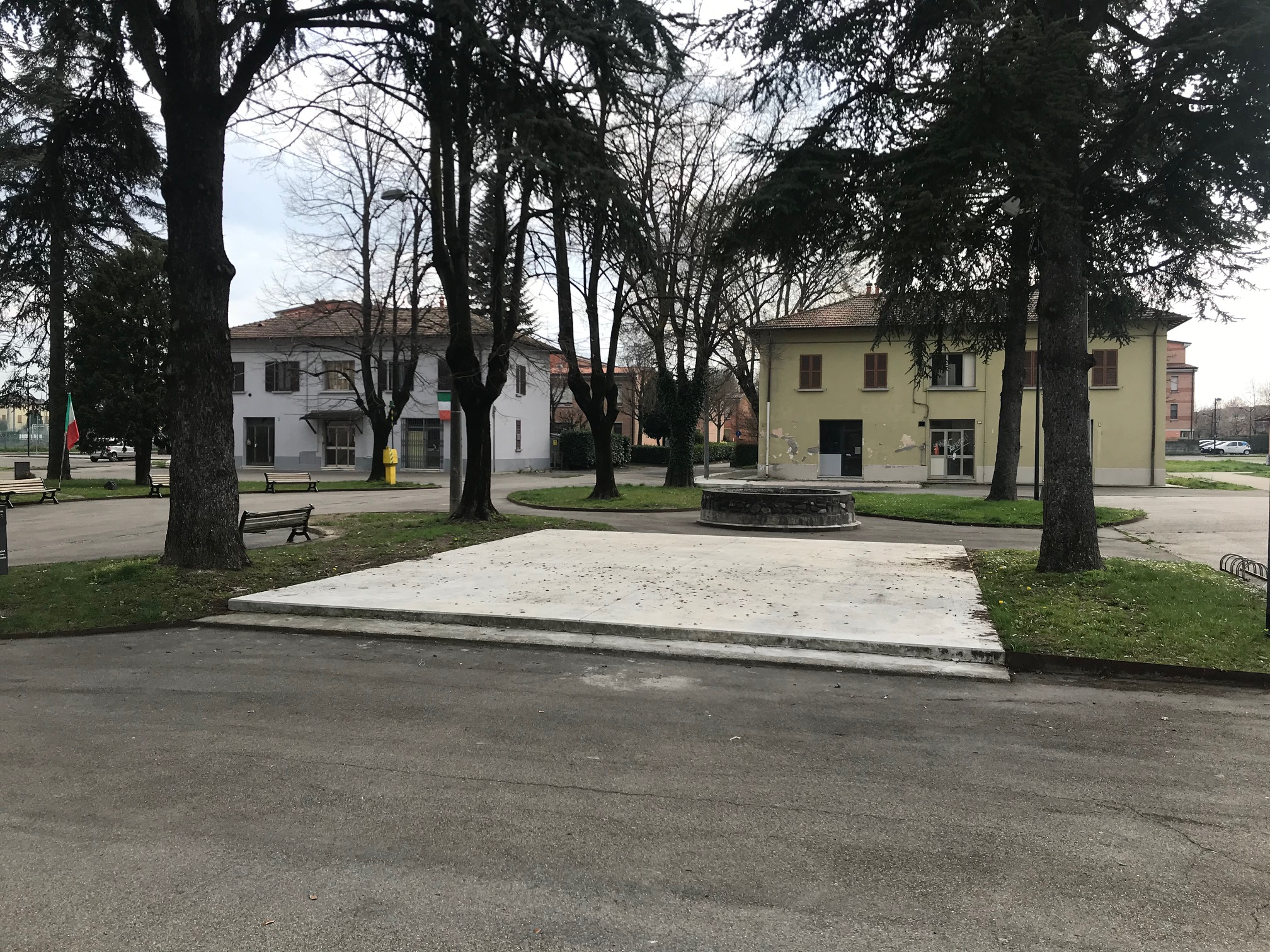
Il centro del Villaggio Foscato. Sulla destra la vecchia sede del centro sociale

Fra gli anni '60 agli anni '90 il territorio fu interessato da un notevole sviluppo urbanistico che lo fece diventare la porta d'ingresso della città per chi proveniva dalla Val d'Enza. Nonostante la secolarizzazione e l'inurbamento del luogo, sino a tutti gli anni Ottanta il Villaggio Foscato si caratterizzava ancora come un vero e proprio rione “autonomo”, una comunità nella comunità anche all'interno dello stesso ambito di Roncina: oltre che dalle abitazioni popolari la sua struttura sociale era composta da diversi negozi, scuole e strutture pubbliche, come il circolo tuttora esistente, ospitato in una nuova sede soltanto dal 2013.
A partire dagli anni 2000, tuttavia, diversi punti di aggregazione sono scomparsi: le case popolari del villaggio, che dapprima avevano ospitato contadini e braccianti divenuti operai e successivamente gli immigrati calabresi vide insediarsi numerose famiglie straniere. Nello stesso periodo il Foscato fu interessato da un possente intervento di riqualificazione urbana del rione che ha portato all'abbattimento di numerose abitazioni sostituite da nuovi edifici a maggiore densità abitativa.
Un importante aumento demografico ed edilizio interessò Roncina-Foscato fra la metà degli anni 1990 e la metà degli anni 2000, portando la popolazione a superare i 3.000 abitanti. Il quartiere avrebbe dovuto inoltre ospitare il grande comparto urbanistico di parco Ottavi che avrebbe portato ulteriori 5.000 abitanti fra la Roncina, Pieve Modolena e l'Orologio allorché la crisi economica del 2008 quella del debito sovrano europeo e il conseguente crollo del mercato dell'edilizia provocarono il fallimento delle imprese costruttrici congelando de facto l'intervento. Il calo demografico seguito a queste crisi e i cambiamenti socio-economici in corso provocarono, nel 2016, la chiusura della locale scuola dell'infanzia parrocchiale, aperta nel 1952.
Nel quartiere è in previsione la costruzione di una nuova tangenziale, in variante a via Gorizia e parzialmente realizzata ma non aperta al traffico, volta a collegare l'asse attrezzato alla strada provinciale per la Val d'Enza (via Carlo Teggi).

## Monumenti e luoghi di interesse

### Architetture religiose
- Chiesa parrocchiale della Sacra Famiglia, via Gorizia, 1993
- ex oratorio della Natività di Maria Vergine (ora dedicato alla Madonna della Ghiara) dell'antico borgo di Roncina[19], via Gorizia
- Oratorio di San Giovanni Nepomuceno c/o Case Piccinini, via Niccolò Perotti[20], sec. XVII

### Architetture civili
- Borgo rurale di Case Vecchie[21], via Guido Dorso
- Borgo storico di Roncina, via Gorizia
- Borgo storico del Buco della Roncina, via Gorizia
- Casino Rossi, via Fratelli Bandiera (strada della Mirandola)[22], sec. XVII
- Case Piccinini (ex Contesse Gazzoli), via Niccolò Perotti[20], sec. XV-XVIII
- Casa del Monte di Pietà, via Antonio da Genova[23], fine sec. XIX su insediamento preesistente
- Casa Toschi, via Carlo Teggi (strada provinciale)[24], sec. XVIII
- Casino Cherubini-Gargana, via Carlo Teggi (strada provinciale)[25], sec. XVIII-inizio XX
- Casa Viani/Casa Alta, via Carlo Teggi (strada provinciale)[26], seconda metà sec. XIX
- Casa podere Consorzio Presbiterale, via Carlo Teggi (strada provinciale)[27], sec. XVIII-XIX
- Ca' Bassa, via Carlo Teggi (strada provinciale)[28], sec. XIX
- Casino Rabbeno, via Carlo Teggi (strada provinciale)[29], sec. XIX-XX

### Siti archeologici
- Zona ed elementi di interesse storico-archeologico, incrocio via dei Templari-via Gorizia[30], età del bronzo medio

### Aree naturali
Roncina è porta d'accesso al Parco naturalistico del torrente Modolena. Tuttavia il quartiere conta diversi parchi urbani, fra cui spicca il grande Parco Nilde Iotti.

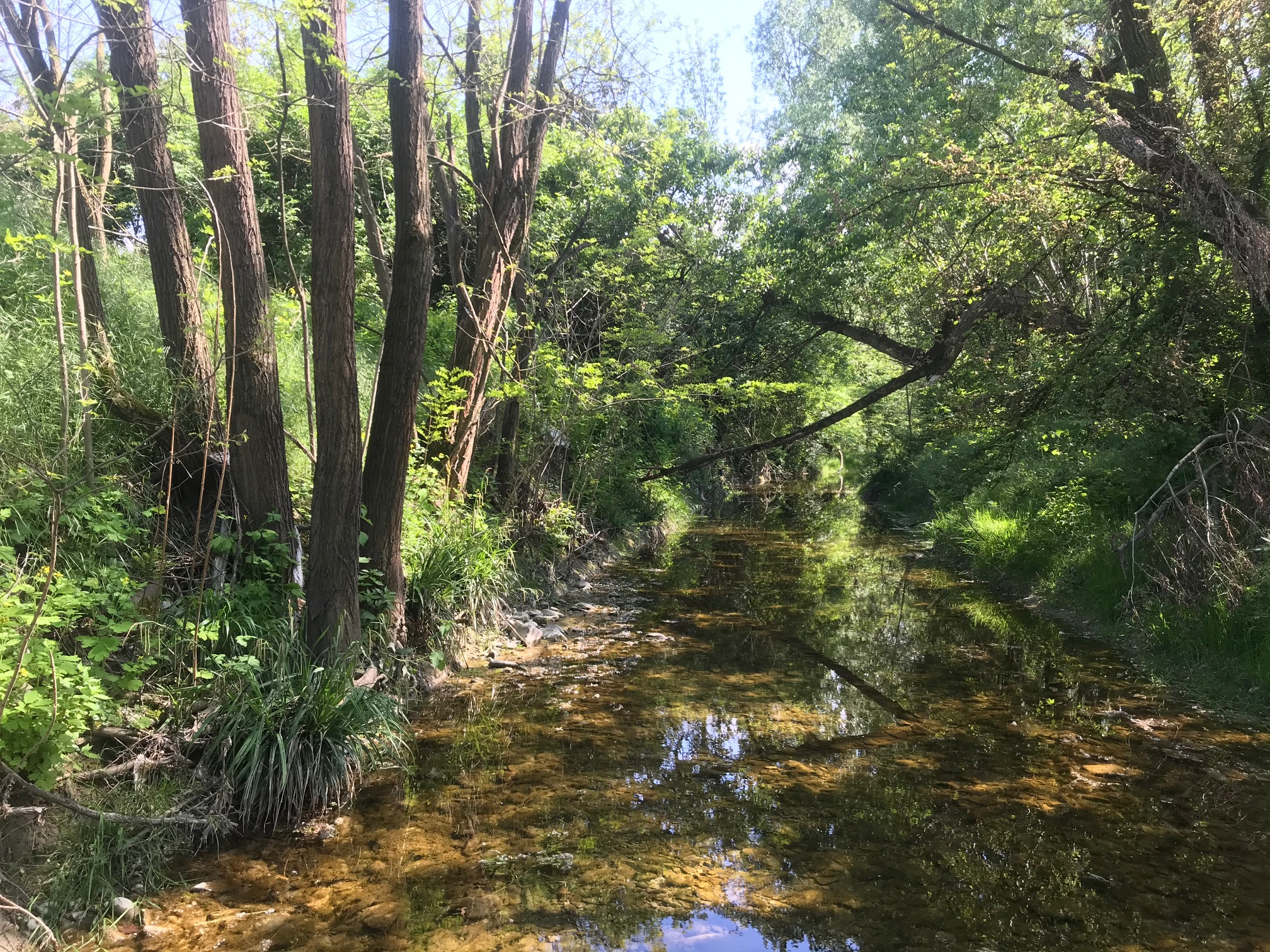
Torrente Modolena fra Coviolo e Roncina

#### Parchi
- Parco Nilde Iotti (ex Ottavi)[32], via John Lennon
- Parco Enrico Foscato[33], via Enrico Foscato
- Parco Paolo da Reggio[34], via Paolo da Reggio
- Parco Valdo Magnani[35], via Valdo Magnani

## Società
Il quartiere crebbe a livello demografico fino agli anni '80 per poi assestarsi e diminuire leggermente negli anni 2000. Fra il 2014 e il 2019 la Roncina ha visto crescere la popolazione dello 0,42% rimanendo al di sopra dei 3.000 residenti.
L'indice di vecchiaia è un po' più basso del dato complessivo comunale (130 contro 137 a livello comunale). Il tasso di natalità è, invece, molto più basso della media cittadina (4,5 contro 8‰). Il numero di componenti medi a nucleo famigliare è simile a quello del comune (2,1 rispetto a 2,2 componenti a nucleo).
La presenza di cittadini stranieri è un più bassa del dato generale della città ed è pari al 13,4% (contro il 16,4% a livello comunale). Le prime tre nazionalità non italiane presenti sul territorio provengono da: Albania, Marocco e Nigeria. 
Il reddito pro capite al 2017 è leggermente più basso (€ 23.341) di quello cittadino (€ 26.213). 

### Tradizioni e folclore
- Solennità della Sacra Famiglia, domenica fra l'Ottava di Natale

### Istituzioni, enti e associazioni
- Atelier coreografico, via Clelia Fano
- Centro sociale Foscato[37], via Enrico Foscato
- Circolo culturale Reggio Ricama[38], via Josip Broz Tito
- Polisportiva Foscato[39], via Clelia Fano
- Parrocchia della Sacra Famiglia in Roncina[40][41], via del Templari
- Terra di Danza associazione sportiva dil.[42], via Campobasso
- Vanguard Skating associazione sportiva dil.[43], via Giuseppe Rovani

## Cultura
Storicamente erano presenti un asilo infantile e una scuola elementare al Villaggio Foscato, già cessati negli anni '80. Dal 1952 al 2016 presso l'area parrocchiale è stata operativa la scuola dell'infanzia Ettore Barchi. Per la scuola dell'obbligo il territorio di Roncina fa riferimento al bacino scolastico dell'Istituto comprensivo Marco Emilio Lepido di via Premuda (scuola primaria Bartali e scuola secondaria di I grado Lepido), dal quale dista circa 2 km. Iniziative a carattere culturale sono svolte dal centro sociale Foscato e dal circolo culturale di ricamo Reggio Ricama. Il centro culturale più vicino è lo Spazio Culturale Orologio, distante circa 1,5 km e dotato di sale studio e di una sede decentrata della biblioteca municipale.

### Infanzia
- Scuola dell'infanzia comunale Erio Tondelli[46], via Alessandro Volta

## Infrastrutture e trasporti
Il quartiere è attraversato dalle principali ciclovie che dalla Val d'Enza e da Coviolo portano verso il centro della città, fra cui:
- Ciclovia 7 Cavriago - Centro: Largo Kobe e Gianna Briant - torrente Crostolo - Regina Pacis - Orologio - Roncina - torrente Modolena - Codemondo - torrente Quaresimo - Cavriago

- Percorso verde Greenway del Modolena (Cintura Verde - Parco del Modolena): SS 63 - Rio della Vasca - Rivalta - strada della Cavalla - Villa Levi - Coviolo - Nuovo cimitero di Coviolo - Roncina - Case Vecchie - Pieve Modolena - Via Emilia (ovest)

Le caratteristiche urbanistiche del quartiere lo hanno reso parte, per la zona urbanizzata, di una Zona Residenziale a Traffico Moderato.
Nelle campagne a nord di via Gorizia e via Teggi è presente l'acquedotto interrato che porta l'acqua in città dai pozzi presso il torrente Enza.
L'ambito è attraversato dalla ferrovia Reggio Emilia-Ciano d'Enza, elettrificata nel 2022. Negli anni '80 era ancora attiva la fermata ferroviaria a richiesta Modolena a servizio degli abitati di Roncina e Pieve Modolena, posta in prossimità del passaggio a livello di via dei Templari.
Per snellire i flussi di traffico che transitano dal centro abitato, è in previsione la realizzazione di un nuovo asse viario in variante a via Gorizia.

## Economia
Il territorio della Roncina ha una vocazione residenziale, artigianale e agricola. Le attività produttive sono di piccola dimensione e sono collocate in due aree: nella zona di via Fano-via Tito (località Terra Rossa) e all’inizio di via Alessandro Volta (ex strada Biasola). Il commercio al dettaglio è collocato principalmente lungo l’asse di via Gorizia: fino alla fine degli anni ‘80 era presente anche all’interno del Villaggio Foscato. La zona agricola è caratterizzata in prevalenza da seminativi semplici irrigui, prati stabili e vigneti per la produzione del Lambrusco. Sul lato occidentale del torrente Modolena, verso Codemondo e la Val d'Enza, sono presenti anche un grande vivaio, collocato a ridosso della ferrovia Reggio-Ciano, e un agriturismo.

## Amministrazione
La Roncina è sempre stata sottoposta alla giurisdizione del Comune di Reggio all'interno della villa di Coviolo e, in minima, parte di Pieve Modolena. Dal 1980 al 2009 ha fatto parte della Circoscrizione Terza e, dal 2009 al 2014, della Circoscrizione Ovest. Dal 2014 le circoscrizioni di decentramento amministrativo nelle città con meno di 250.000 abitanti delle regioni a statuto ordinario sono state abolite. Il governo della circoscrizione (che comprendeva anche le frazioni più esterne e i quartieri limitrofi) è sempre stato retto da maggioranze di sinistra, guidate dal PCI e dal PSI e, dal 1995, di centrosinistra. La sede circoscrizionale era ospitata all'interno del complesso monumentale del Casino dell'Orologio, in via Massenet, e dal 2009 al 2014 alla sala civica Cesare Zavattini di Pieve Modolena.

## Sport
La zona conta diversi campi sportivi, sia a ridosso del Villaggio Foscato che all’interno dell’area parrocchiale.
I principali impianti sportivi aperti all'attività agonistica e dilettantistica sono i seguenti:
- Campi di calcio comunali Gino Lari[50], via Clelia Fano
- Pista Polivalente Enrico Foscato, via Enrico Foscato
- Campo sportivo parrocchiale di Roncina, via dei Templari
- Palestra di danza sportiva Atelier Coreografico, via Tito

I campi di via Fano sono gestiti dalla U.S. Santos 1948. In passato sono stati terreno di gioco della locale polisportiva Foscato.